# عث الصحراء
عث الصحراء (الاسم العلمي: Agdistis desertorum) هي فراشة من فصيلة حاملات الريش. عُثر عليها في ليبيا.
يبلغ طول جناحيها حوالي 14 ملم للذكور والإناث. لون الذكور رمادي غامق، بينما الإناث أفتح إلى حد ما.